# Lijst van county's in Massachusetts
De Amerikaanse staat Massachusetts is onderverdeeld in 14 county's. In een aantal county's met een sterke bestuursstructuur op gemeentelijk (town) niveau, is het countybestuur afgeschaft. In deze gevallen zijn de taken die de county verzorgde overgenomen door de staatsregering. De rechtspraak blijft meestal nog wel per county georganiseerd. Daarom wordt de sheriff, verantwoordelijk voor wetshandhaving in de county, nog wel up county-niveau gekozen. Omdat de county als bestuurslaag voor een deel is weggevallen, heeft Massachusetts een wet aangenomen die het gemeenten mogelijk maakt samen te werken en bijvoorbeeld gemeenschappelijke diensten op te zetten.
Drie county's hebben twee hoofdplaatsen: Essex County, Middlesex County en Plymouth.

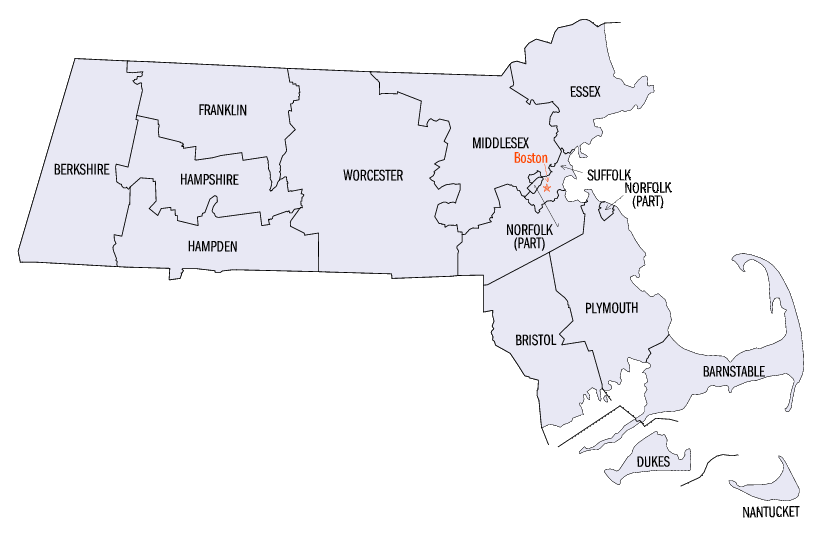
County's van Massachusetts

| County     | Inwoners 1 juli 2007 | Hoofdplaats       | Inwoners 1 juli 2007 |
| ---------- | -------------------- | ----------------- | -------------------- |
| Barnstable | 222.175              | Barnstable        | 46.738               |
| Berkshire  | 129.798              | Pittsfield        | 42.931               |
| Bristol    | 523.024              | Taunton           | 55.783               |
| Dukes      | 15.485               | Edgartown         | 3920                 |
| Essex      | 733.101              | Salem Lawrence    | 40.922 70.066        |
| Franklin   | 71.602               | Greenfield        | 13.736               |
| Hampden    | 457.908              | Springfield       | 149.938              |
| Hampshire  | 153.147              | Northampton       | 28.411               |
| Middlesex  | 1.473.416            | Cambridge Lowell  | 101.388 103.512      |
| Nantucket  | 10.531               | Nantucket         | 4211                 |
| Norfolk    | 654.909              | Dedham            | 23.594               |
| Plymouth   | 490.258              | Brockton Plymouth | 93.092 7914          |
| Suffolk    | 713.049              | Boston            | 599.351              |
| Worcester  | 781.352              | Worcester         | 173.966              |

Alabama · Alaska · Arizona · Arkansas · Californië · Colorado · Connecticut · Delaware · Florida · Georgia · Hawaï · Idaho · Illinois · Indiana · Iowa · Kansas · Kentucky · Louisiana · Maine · Maryland · Massachusetts · Michigan · Minnesota · Mississippi · Missouri · Montana · Nebraska · Nevada · New Hampshire · New Jersey · New Mexico · New York · North Carolina · North Dakota · Ohio · Oklahoma · Oregon · Pennsylvania · Rhode Island · South Carolina · South Dakota · Tennessee · Texas · Utah · Vermont · Virginia · Washington · West Virginia · Wisconsin · Wyoming